# Polygala irwinii
Polygala irwinii är en jungfrulinsväxtart som beskrevs av John Julius Wurdack. Polygala irwinii ingår i släktet jungfrulinssläktet, och familjen jungfrulinsväxter. Inga underarter finns listade i Catalogue of Life.